# Veselé pohádky z muzikantské zahrádky
Veselé pohádky z muzikantské zahrádky je pohádková kniha spisovatelky Marie Kubátové z roku 2006. Knihu pohádek ilustroval Karel Franta.

## Děj
Kniha Veselé pohádky z muzikantské zahrádky obsahuje 14 pohádek, každá je o nějakém hudebním nástroji, a úvodní povídání, ve kterém je popis cesty k nápadu napsat celou knihu o muzikantských pohádkách. Nacházejí se zde pohádky o bubnu, base, vozembouchu, o houslovém klíči, o dudách, o lesním rohu a o mnoha dalších hudebních nástrojích. Každý má svůj příběh, svoje kouzlo i své zvláštnosti, například basa nějaký čas nosila basistu, vozembouch si vymyslel čert, aby směl hrát v kapele, a ve foukací harmonice se skrývá malá meluzínka.
V knize se nacházejí také postavy jako mluvící kozel, studánky s mrtvou a živou vodou, moudrý jelen, který jako strážce lesa hlídá svoji zvěř. I například loupežníky, ale ti se nakonec obrátí vlivem kouzelného vyprávění o hudebních nástrojích a jejich mocí.
Na konci knihy se nachází slovníček hudebního názvosloví a slovníček krkonošského nářečí.